# Escorxador de Tortosa
L'antic Escorxador de Tortosa és un edifici de Tortosa (Baix Ebre) protegit com a bé cultural d'interès local. Des de l'any 2012 allotja el Museu de Tortosa. És una obra de l'arquitecte Pau Monguió i Segura, construida entre els anys 1906 i 1908.

## L'edifici
És un edifici modernista situat entre l'avinguda de Felip Pedrell i el riu Ebre, als terrenys guanyats al riu a la darreria del segle xix vora el barri de Remolins.

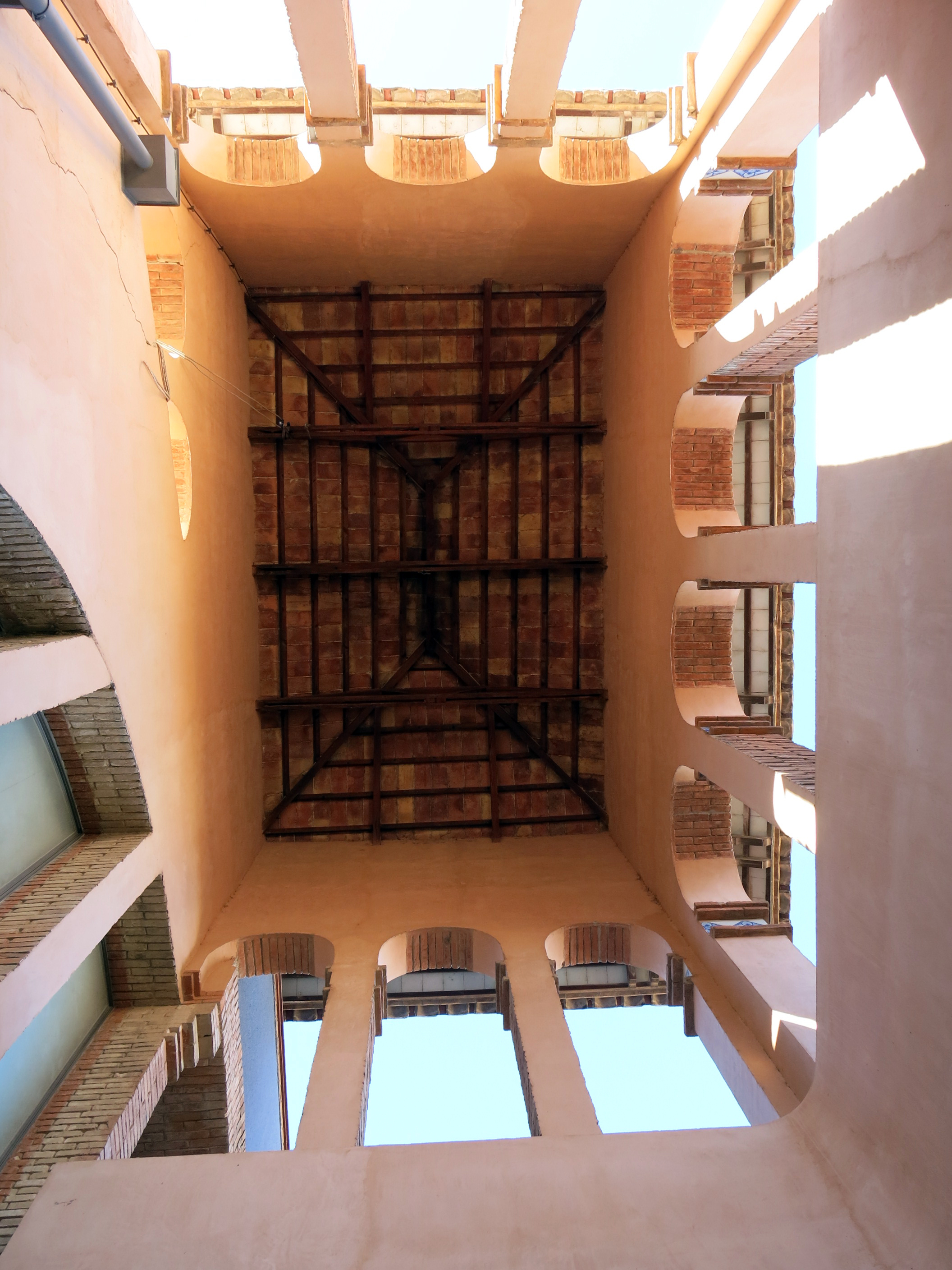
Interior d'una de les torres

Conforma un recinte rectangular on es distribueixen diferents pavellons d'idèntica forma geomètrica i amb els mateixos patis interiors de comunicació, i que estan especialitzats segons les funcions pròpies de l'edifici. Els alçats, que combinen sectors arrebossats amb d'altres de maó i de recobriments ceràmics decoratius, presenten obertures d'arc de mig punt als murs secundaris i d'inspiració califal als sectors superiors.
Les cobertes són de teulades a dos vessants amb teula àrab, que als extrems dels diferents cossos solen quedar dissimulades per plafons de maó de perfil esglaonat.
El cos principal, pel qual s'accedeix al recinte, és paral·lel al riu i resta emmarcat als dos extrems per sengles torres rectangulars amb teulada a quatre vessants, obertes mitjançant finestrals de mig punt peraltats. La façana d'aquest cos d'accés té a la planta baixa un porxo obert mitjançant arcs escarsers de maó. Al primer pis hi ha tres grans arcades amb llum dividida per pilarets de maó i gelosies intermèdies de maó calat. Sobre el central, les inscripcions Matadero Público (desapareguda arran de la remodelació com a museu municipal) i Año 1908 i l'escut de Tortosa. A les aplicacions ceràmiques predominen el color verd i blau. S'hi combinen els temes vegetals i els geomètrics. L'accés és delimitat a la façana per una tanca de reixes entre pilars de maó sobre una base de pedra.

## Història i ús actual
El projecte fou realitzat el 1905 per Pau Monguió i Segura. La primera pedra es va col·locar el 29 d'agost de 1907. Les obres varen acabar l'any 1908. Es considera un dels edificis més importants del modernisme a la Catalunya meridional.
L'edifici es va fer servir com a escorxador municipal fins al 1997. Després d'anys de remodelació i restauració, el 2012 s'hi va allotjar el Museu de Tortosa, abans instal·lat a l'església de Sant Domènec (conjunt dels Reials Col·legis). El museu consta de sis àmbits on s'explica la història de la ciutat i les Terres de l'Ebre, des de la prehistòria fins a l'actualitat.
També hi ha instal·lades algunes oficines relacionades amb turisme i els serveis tècnics de Cultura.